# Gymnometopina kibokoensis
Gymnometopina kibokoensis är en tvåvingeart som först beskrevs av Vanschuytbroeck 1959.  Gymnometopina kibokoensis ingår i släktet Gymnometopina och familjen hoppflugor. Inga underarter finns listade i Catalogue of Life.